# Mount Meredith
Mount Meredith ist ein 358 m hoher und wuchtiger Berg mit abgeflachtem Gipfel im ostantarktischen Mac-Robertson-Land. In den Prince Charles Mountains ragt er 16 km nördlich des Fisher-Massivs auf.
Luftaufnahmen der Australian National Antarctic Research Expeditions aus den Jahren 1956 und 1957 dienten seiner Kartierung. Das Antarctic Names Committee of Australia benannte ihn nach Neville Windeyer Meredith (1929–2010), Maschinist auf der Mawson-Station im Jahr 1957.